# Frans Bankman
Frans Bankman, pseudoniem van Frans Willems, (Amsterdam, 10 april 1885 – Amsterdam, 6 februari 1942) was een Nederlands dichter en NSB-aanhanger.

Zijn bekendheid als dichter kreeg hij in nationaalsocialistische kringen vanwege zijn op het gedachtegoed van die beweging toegespitste gedichten.
Bankman publiceerde sinds de jaren dertig van de twintigste eeuw strijdliederen in dichtvorm in Volk en Vaderland, het weekblad van de Nationaal-Socialistische Beweging en in De Daad, het kringblad van de Amsterdamse afdeling van de NSB. Zijn beroemdste bijdrage aan het genre was het lied 'WA marcheert!' dat hij in 1940 schreef en dat in datzelfde jaar door Piet Heins op muziek werd gezet. Toen Mussert op 9 november 1940 zijn grote defilé op de Amsterdamse Dam afnam, daverde dit lied over het plein en het zou tot het eind van de bezetting nagalmen. Het refrein klonk als volgt:
En vroolijk klinkt het wijd en zijd,
Wij melden u den nieuwen tijd!
Gij Dietsche Gouwen, reikt elkaar de hand!
WA marcheert, WA marcheert,
Voor ons Volk en Vaderland!
Bankman werd begraven op begraafplaats De Nieuwe Ooster op 10-2-1942, een van de sprekers op de plechtigheid was Meinoud Rost van Tonningen
Een jaar na zijn overlijden publiceerde Nenasu zijn verzamelde verzen, samen met hun historische context in een toelichting door Jan de Haas. Die koos als titel voor de bundel Met open vizier.
 Portaal: Fascisme en nationaalsocialisme in Nederland · Fascisme · Nationaalsocialisme
- International Standard Name Identifier: 0000 0003 9158 2183
- Nederlandse Thesaurus van Auteursnamen: 08892341X
- Virtual International Authority File: 285413983
- WorldCat: E39PBJhGXHHFDJvMWWDm7gJhpP